# ویکتور پوآ
ویکتور پوآ (اسپانیایی: Víctor Púa‎؛ زادهٔ ۳۱ مهٔ ۱۹۵۶) بازیکن سابق و مربی فوتبال اهل اروگوئه است.
از باشگاه‌هایی که در آن بازی کرده‌است می‌توان به باشگاه فوتبال لیورپول مونته‌ویدئو، باشگاه ورزشی الیمپیا، و باشگاه ورزشی دفنسور اشاره کرد.